# Astragalus curvipes
Astragalus curvipes es una especie de planta del género Astragalus, de la familia de las leguminosas, orden Fabales.

## Distribución
Astragalus curvipes se distribuye por Turkmenistán e Irán.

## Taxonomía
Fue descrita científicamente por Trautv. Fue publicada en Trudy Imp. S.-Peterburgsk. Bot. Sada, reimpr. 9(2): 12 (1885).